# 리얼 휴먼
리얼 휴먼(Real Humans/Äkta människor)는 2012년 1월 22일부터 2014년 2월 2일까지 방영된 SVT 드라마이다.

## 방송 시간
| 방송 채널 | 방송 기간                  | 방송 시간                   |
| --------- | -------------------------- | --------------------------- |
| KBS 2TV   | 2013년 3월 23일 ~ 5월 25일 | 매주 토요일 밤 12:20 ~ 1:10 |

## 한국판 성우진(KBS)
- 방우호 - 레오(안드레아스 윌손)
- 박희은 - 미미 / 아니타(리셋 파글레르)
- 안경진 - 잉에르(피아 할보르센)
- 이장원 - 로게르(레이프 안드레)
- 이근욱 - 레나트(스텐 엘프스톰)
- 신성호 - 한스(요한 파울젠)
- 임은정 - 마리아(제니 실퍼헬름)/베아트리스(마리에 로베르트손)
- 오인실 - 테리에스(카밀라 라르손)
- 안소이 - 니스카(에바 뢰세)
- 장민혁 - 토베(셰레 헤데브란트)
- 정성훈 - 프레드(데이비드 레네만)/말테(지미 린드스트롬)
- 한복현 - 막스(크리스토퍼 와겔린)/오베(올라 월스트롬)